# 超特急/太阳再次升起
《超特急/太阳再次升起》是日本二人组合柚子（ゆず）的第22张单曲。2005年11月9日由其所属公司Senha&Company发售。